# Danuta Siemieniuk
Danuta Siemieniuk, po mężu Galaszek (ur. 22 kwietnia 1951) – polska lekkoatletka specjalizująca się w biegach średniodystansowych, medalistka mistrzostw świata w biegu przełajowym (1975) i mistrzostw Polski.

## Kariera sportowa
Była zawodniczką Podlasia Białystok.
Jej największym sukcesem w karierze był brązowy medal drużynowo na mistrzostwach świata w przełajach w 1975 (w zespole razem z Bronisławą Ludwichowską, Renatą Petlinowską, Celiną Magalą, Zofią Kołakowską i Urszulą Prasek, indywidualnie zajęła 37. miejsce). Reprezentowała także Polskę na mistrzostwach świata w przełajach w 1974, zajmując 36. miejsce indywidualnie i 6. miejsce z drużyną.
Na mistrzostwach Polski seniorek na otwartym stadionie zdobyła jeden medal - srebrny w biegu na 800 metrów w 1974. Na halowych mistrzostwach Polski seniorek wywalczyła także jeden medal - brązowy w biegu na 1500 metrów w 1974.
Rekordy życiowe:
- 800 m – 2:05,7 (19.07.1974)
- 1500 m – 4:20,2 (24.06.1974)
- 3000 m – 9:26,0 (16.06.1974)